# القراءة الأصعب أقوى
القراءة الأصعب أقوى (باللاتينية Lectio difficilior potior) مبدأ أساسي في النقد النصي. عندما تختلف المخطوطات حول قراءة كلمة يقترح هذا المبدأ أن الكلمة الأكثر غرابة هي الأرجح بأن تكون الأصلية. فالمتوقع أن يغير النساخ الكلمات الغريبة والأقوال الصعبة إلى كلمات مألوفة وعبارات أليق وليس العكس. وهذا المبدأ معيار داخلي مستقل عن معيار تقييم المخطوطة التي يوجد فيها، وينطبق على المخطوطات الرومانسية والنصوص الكتابية.
أصبح هذا المبدأ معروفا في النقد النصي للقرن الثامن عشر كجزء من محاولات عصر التنوير تقديم قاعدة حيادية لاكتشاف النص الأصلي بشكل مستقل عن قوة التقاليد. أول من أسسه يوهان ياكوب فتزتاين في طبعته لNovum Testamentum Graecum في1734 وإليه ينسب.